# 4e Brigade blindée canadienne
La 4e Brigade blindée canadienne (4th Canadian Armoured Brigade en anglais) était une brigade blindée de l'Armée canadienne durant la Seconde Guerre mondiale. Elle faisait partie de la 4e Division (blindée) canadienne.

## Composition
En 1942, la 4e Brigade blindée canadienne comprenait le 21st Armoured Regiment (The Governor General's Foot Guards), le 22nd Armoured Regiment (The Canadian Grenadier Guards), le 28th Armoured Regiment (The British Columbia Regiment) et le 1st Battalion, The Lake Superior Regiment (Motor) ainsi que des unités de soutien.

## Histoire
La 4e Brigade blindée canadienne arriva en Normandie en juillet 1944. Elle servit dans différentes batailles entre  Caen et Falaise. Elle combattait presque toujours en soutien à la 10e Brigade d'infanterie canadienne.
Après la campagne de Normandie, la 4e Brigade blindée canadienne servit en Belgique, aux Pays-Bas et en Allemagne. Elle fut dissoute aux Pays-Bas en 1946.

## Commandants
| Nom                        | Années    |
| -------------------------- | --------- |
| Eedson Louis Millard Burns | 1942-1943 |
| Desmond Smith (en)         | 1943-1944 |
| Leslie Booth               | 1944      |
| Robert Moncel              | 1944-1946 |